# Asedio de Varsovia
El Asedio de Varsovia de 1939 fue el enfrentamiento entre unidades del ejército polaco (Armia Warszawa) que defendían la capital de Polonia y el ejército alemán (Heer), precedido por los bombardeos de la Luftwaffe iniciados el 1 de septiembre de 1939.
El combate terrestre comenzó el 8 de septiembre, cuando las primeras unidades blindadas alemanas entraron en el sector de Wola desde los barrios periféricos del SE de la ciudad. A pesar de los triunfalistas informes alemanes, que anunciaron una rápida captura de la ciudad, el ataque fue repelido, iniciándose así el asedio de la capital. Este se sostuvo hasta el 28 de septiembre, fecha en la que la guarnición polaca al mando del General Walerian Czuma se rindió. Al día siguiente, cerca de 100.000 soldados polacos abandonaron la ciudad y fueron tomados como prisioneros de guerra. El 1 de octubre, el ejército alemán entró en la ciudad, comenzando una etapa de ocupación que duraría hasta el alzamiento de Varsovia, y en último término, hasta la liberación de la ciudad el 17 de enero de 1945. Varsovia se convirtió por tanto en la capital europea que más tiempo permaneció en manos de los nazis.

## Historia

### Batalla aérea

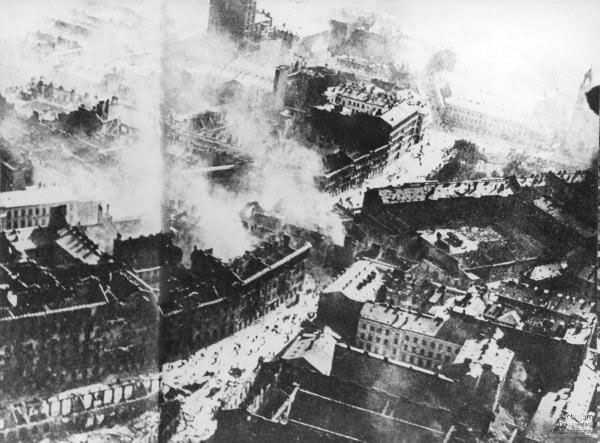
El centro de Varsovia, en llamas tras un bombardeo de la Luftwaffe.

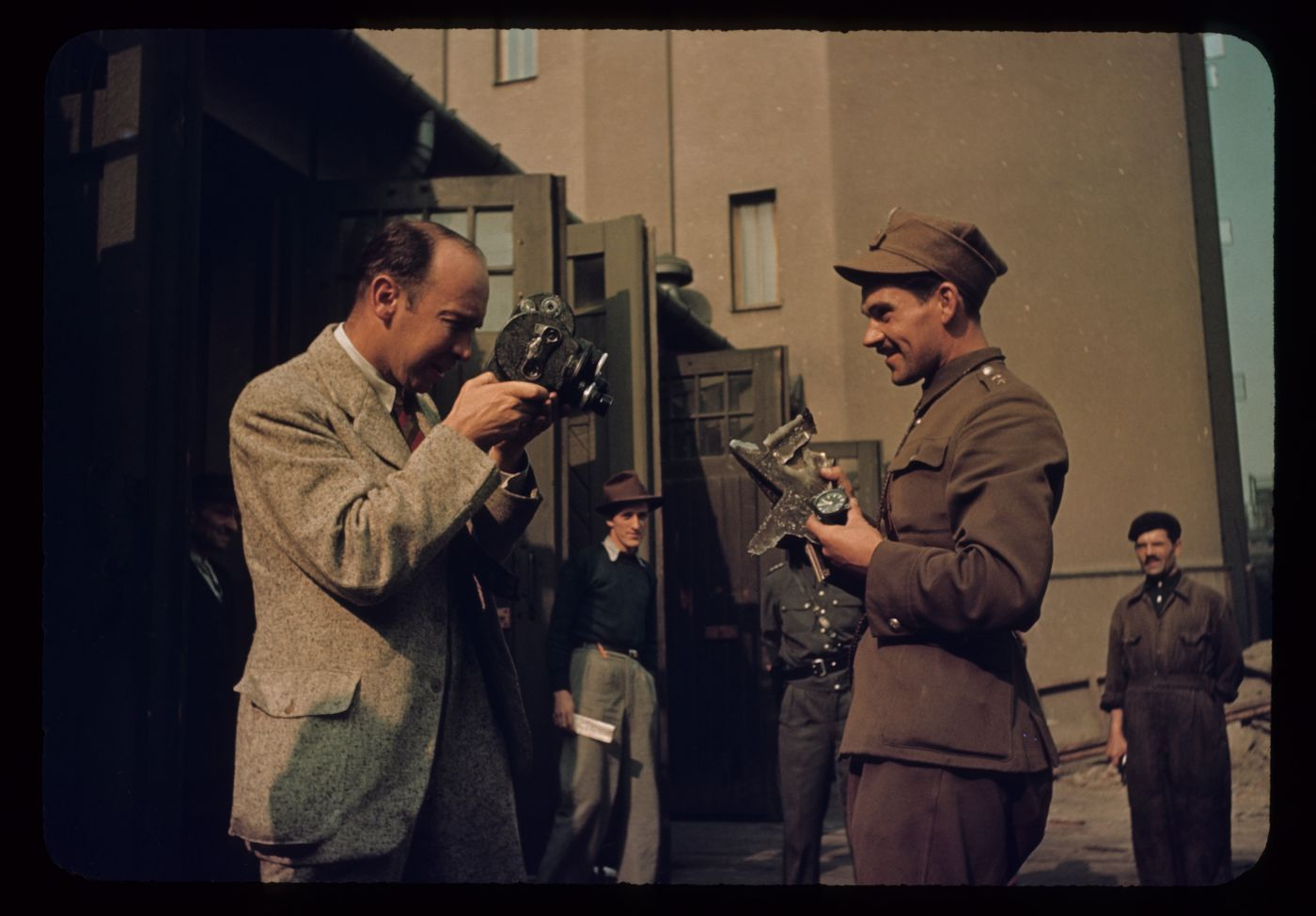
Soldado del ejército polaco mostrando la última parte restante del bombardero alemán Heinkel He 111.

Desde las primeras horas de la Segunda Guerra Mundial, Varsovia fue objetivo de intensos bombardeos. Aparte de las instalaciones militares, como acuartelamientos, aeropuertos y fábricas de aviones, los pilotos de la Luftwaffe tenían órdenes de atacar instalaciones civiles, como hospitales, mercados y escuelas. Además, la propia población civil fue víctima del fuego de ametralladoras de los aviones, en lo que se ha interpretado como una campaña de ataques aéreos dirigida a aterrorizar a la población.
La defensa antiaérea de la ciudad se dividía en secciones activas y pasivas. La primera reunía una Brigada de Intercepción (Brygada Pościgowa) compuesta por 54 cazas (principalmente PZL P.7 y PZL P.11), y dirigida por el coronel Stefan Pawlikowski. Una sección de unidades antiaéreas, coordinada por el coronel Kazimierz Baran, agrupaba 86 unidades de artillería antiaérea y un número indeterminado de piezas ligeras. La sección pasiva la componían principalmente brigadas de bomberos y voluntarios, bajo la supervisión del coronel Tadeusz Bogdanowich y el alcalde Julian Kulski.
Inicialmente, la defensa antiaérea polaca desempeñó su tarea con relativo éxito. Hacia el 6 de septiembre, la "brigada de intercepción" había derribado 43 aviones enemigos, mientras que las piezas antiaéreas terrestres sumaban una cantidad similar de bombarderos abatidos. Además, se contabilizaron 9 derribos sin confirmar y 20 aviones dañados. Por otra parte, la brigada había sufrido serias bajas, perdiendo 38 unidades antiaéreas y perdiendo el 70% de su fuerza inicial.
La defensa antiaérea comenzó a venirse abajo el 5 de septiembre, cuando según órdenes del mando militar 11 baterías antiaéreas fueron retiradas de Varsovia y desplazadas a Lublin, Brest-Litovsk (entonces Brześć) y Lwów. Paralelamente, al ir debilitándose el frente, el alto mando alemán ordenó intensificar los bombardeos sobre la ciudad. En el momento climático de la campaña inicial de bombardeos sobre la ciudad (alrededor del 10 de septiembre) podían contarse más de 70 bombarderos sobre el cielo de Varsovia. Durante ese día se realizaron más de 17 incursiones consecutivas.

### Vísperas de la batalla terrestre
El 3 de septiembre, las fuerzas de la 4.ª División Panzer, al mando del General Mayor Georg-Hans Reinhardt lograron atravesar las posiciones polacas del Ejército de Łódź, cerca de Częstochowa, iniciando una marcha a lo largo del Vístula hacia Varsovia. Ese mismo día, el Comandante en jefe y Mariscal de Polonia, Edward Rydz-Śmigły, ordenó la creación de un improvisado mando para la defensa de Varsovia (Dowództwo Obrony Warszawy). El general Walerian Czuma, líder de la Guardia de Fronteras polaca (Straż Graniczna) fue nombrado su comandante y el coronel Tadeusz Tomaszewski su Jefe de personal.
En un primer momento, las fuerzas al mando del General Czuma eran muy limitadas. La mayoría de las autoridades locales habían absorbido todos los activos en forma de fuerzas policiales, bomberos y guarniciones locales. Varsovia quedó guardada por tan sólo 4 batallones de infantería, apoyados por una batería artillera. Por otra parte, el portavoz de la guarnición de Varsovia había emitido un comunicado ordenando a la población joven abandonar la ciudad. Para coordinar los esfuerzos civiles y contrarrestar el pánico que había cundido en la capital, Czuma nombró a Stefan Starzyński, el alcalde de la ciudad, como Comisario Civil de Varsovia. Éste organizó inmediatamente una Guardia Civil que reemplazaba en funciones a las fuerzas policiales y de bomberos que ya habían sido evacuadas de la ciudad. También ordenó a todos los miembros de las administraciones presentes en la ciudad que volvieran a sus puestos. En su mensaje radiofónico diario pedía a los civiles que construyesen barricadas y barreras antitanque en las afueras de Varsovia. El 7 de septiembre, el 40.º Regimiento de Infantería "Niños de Lwów" (comandado por el teniente coronel Józef Kalandyk fue detenido cuando pasaba cerca de la ciudad junto al Ejército Pomorze y reclamado para la defensa de Varsovia.

### Primeros enfrentamientos
Como consecuencia de su historial bélico, Varsovia contaba con un sólido sistema de fortificaciones, que se extendía principalmente hacia el oeste de la ciudad. Las fuerzas del general Czuma se vieron progresivamente aumentadas gracias a la afluencia de voluntarios, así como de tropas en retirada desde el frente. En la mañana del 8 de septiembre, los suburbios de Grójec, Radziejowice, Nadarzyn, Raszyn y Piaseczno cayeron ante el avance del XVI Panzer Corps. A las 5 de la tarde, las primeras unidades de la 4.ª División Panzer iniciaron el asalto del área sur-occidental de la ciudad, por el barrio de Ochota. Los alemanes sufrieron fuertes bajas y el ataque fue rechazado. Al día siguiente, la división alemana se reforzó con unidades de artillería e infantería motorizada. El segundo ataque, que penetró desde Ochota y Wola, se atascó entre las barricadas y las bien emplazadas defensas antitanque polacas, y los alemanes se retiraron tras intensos combates callejeros.
Uno de los principales núcleos de resistencia se situaba en el cruce de las calles Opaczewska y Grójecka, defendido por la 4.ª Compañía del 40.º Regimiento de Infantería "Niños de Lwów". La posición, asegurada con barricadas, contaba con pocos medios para su defensa. De hecho, uno de los avances alemanes fue repelido gracias a la aplicación de trementina sobre el pavimento: Los polacos aguardaron la llegada de los blindados alemanes para prender el líquido, altamente inflamable, y la columna fue destruida, envuelta en llamas.
Las fuerzas alemanas sufrieron fuertes bajas a lo largo de la jornada y tuvieron que volver a retirarse. La 4.ª División Panzer perdió aproximadamente 80 de los 220 tanques que tomaron parte en el asalto.

### Segunda etapa

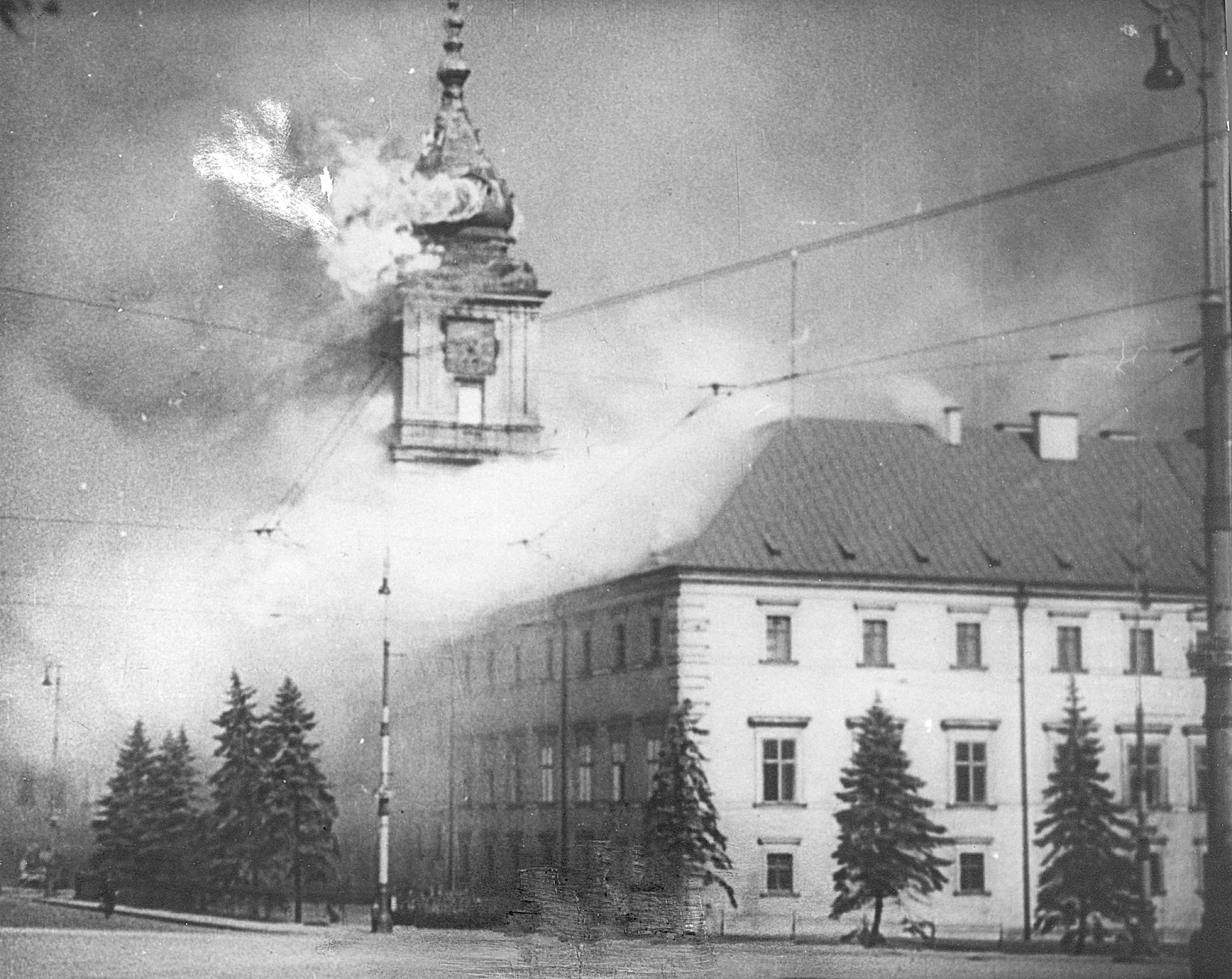
Castillo Real de Varsovia ardiendo tras un bombardeo del 17 de septiembre de 1939.

Por entonces el general Czuma contaba con el equivalente a dos divisiones de infantería a sus órdenes. Sus fuerzas estaban apoyadas por 64 piezas de artillería y 33 tanques (27 Vickers E, 7TP y Renault R35, y 6 tanquetas TK-3 y TKS). El 8 de septiembre, el Comandante en Jefe Mariscal Rydz-Śmigły ordenó la creación de un improvisado "Ejército de Varsovia" (Armia Warszawa), que encomendó al mando del general Juliusz Rómmel. La recién creada fuerza se componía de las fuerzas que defendían la capital y la Fortaleza de Modlin, así como unidades polacas atrincheradas en Narew y en el Vístula, entre Varsovia y Pilica. El general Czuma continuó al mando de la fuerza de defensa de Varsovia, que dividió en dos sectores según el curso del Vístula: Una sección oeste, al mando del coronel Marian Porwit, y una sección este (en el barrio de Praga) supervisada por el teniente coronel Julian Janowski.
Entretanto, el Ejército de Poznań del Tadeusz Kutrzeba, y el Ejército Pomorze del general Władysław Bortnowski habían iniciado un contraataque en el flanco izquierdo de las fuerzas alemanas que avanzaban hacia Varsovia. Como reacción a este movimiento, que sería conocido como la Batalla de Bzura, los comandantes alemanes retiraron la 4.ª División Pazner y la enviaron a combatir la amenaza polaca cerca de Kutno. Les reemplazaron fuerzas de la tocada 31.ª División de Infantería. En este sentido, el desesperado intento de liberar la presión alemana sobre la capital fue un acierto táctico de los polacos. Gracias al tiempo ganado, los defensores de la ciudad se reforzaron con unidades del derrotado Ejército de Prusy, y además se crearon algunas nuevas unidades gracias a las tropas de reserva de la 8.ª División de Infantería Polaca y el 36.º Regimiento de Infantería Polaca (la "Legión Académica", compuesta por soldados recién licenciados).
El 11 de septiembre, el Comandante en Jefe polaco declaró que Varsovia debía ser defendida a toda costa. Durante los días siguientes, las fuerzas del III Ejército Alemán del General Georg von Küchler atravesaron las líneas de defensa polacas cerca del río Narew y comenzaron su aproximación desde el sur, para aislar a Varsovia por el este. Unidades de caballería polaca, dirigidas por Władysław Anders asaltaron a esta fuerza, pero la contraofensiva resultó un fracaso y los polacos tuvieron que retirarse al sur. Otras unidades, al mando del general Juliusz Zulauf se retiraron igualmente del Narew y alcanzaron Varsovia el 14 de septiembre, incorporándose al núcleo de defensa "Praga", en el margen oriental del Vístula. El 15 de septiembre, las fuerzas alemanas cerraron el acceso a Varsovia desde el este, iniciándose así el asedio de Varsovia. Sólo una franja de tierra a lo largo del río seguía en manos de los polacos. Comunicaba con el bosque de Kampinos, al sur de la ciudad, y con la fortaleza de Modlin. Allí se desarrollaba una batalla que alivió en cierta medida la presión sobre la capital.

### Asedio

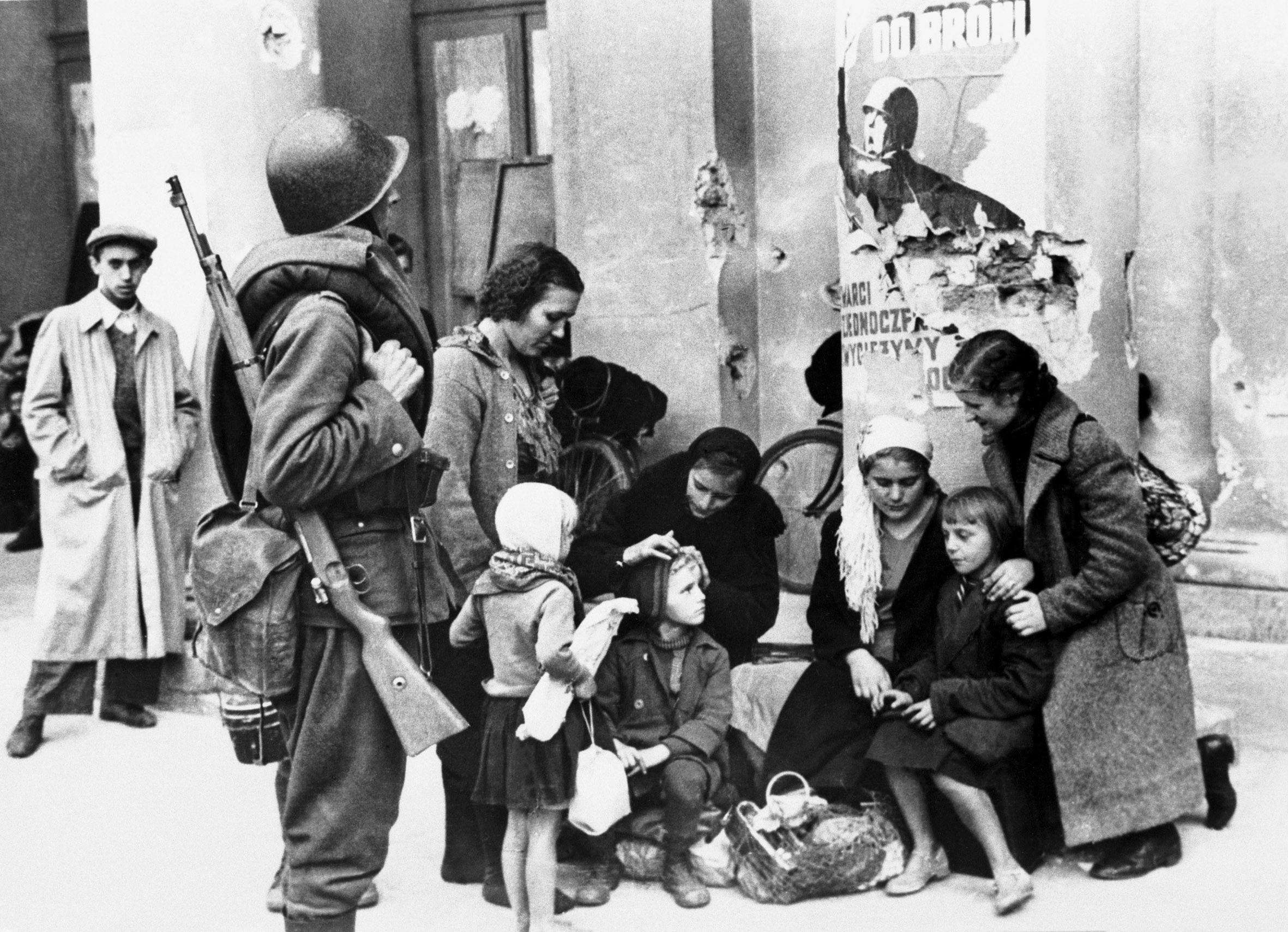
Refugiados civiles en Varsovia.

El 6 de septiembre, las fuerzas del general Blaskowitz intentaron entrar en el distrito de Praga, pero el asalto fue rechazado. Después de intensos combates alrededor del área de Grochów, el 23.er Regimiento de Infantería alemán quedó destruido por el 21.er Regimiento de Infantería "Niños de Varsovia", que liderababa el coronel (y más tarde general) Stanisław Sosabowski. Tras el fin de la batalla de Bzura, los restos del Ejército de Poznań atravesaron el cerco alemán y llegaron a Varsovia. El número de defensores en la ciudad rondaba los 120.000. Las fuerzas alemanas preparaban un ataque masivo que movilizaría a unos 175.000 hombres. El 22 de septiembre, la última línea de comunicación entre Varsovia y Modlin quedó cortada por fuerzas alemanas que se dirigían al Vístula.
Como preparación para el ataque, la ciudad fue sometida día y noche a continuos ataques artilleros y bombardeos. Entre los cañones empleados se contaban cañones ferroviarios pesados y morteros. Dos flotas aéreas enteras se desplazaron para tomar parte en el bombardeo de Varsovia, atacando tanto objetivos militares como civiles, tal como se ha indicado. A partir del 20 de septiembre se iniciaron ataques diarios sobre el flanco oriental del Vístula, que fueron rechazados por la férrea defensa polaca. Hacia el 24 de septiembre, todas las unidades alemanas alrededor de Varsovia fueron puestas al mando del general Johannes Blaskowitz.
El 25 de septiembre se iniciaron los últimos preparativos para el ataque masivo. Al día siguiente se desató el asalto general desde todos los frentes de la cercada Varsovia. El área occidental de la ciudad fue atacada por 5 divisiones alemanas (la 10.ª, la 18.ª, la 19.ª, la 31.ª y la 46.ª), mientras que otras 4 divisiones (la 11.ª, 32.ª, la 61.ª y la 217.ª) atacaban desde el este. El asalto contaba con el apoyo artillero de unas 70 baterías de campaña, 80 baterías pesadas y dos flotas aéreas (la I y la IV) que bombardearon ininterrumpidamente la ciudad. Este ataque fue nuevamente detenido y las unidades alemanas regresaron a sus posiciones iniciales. Esa misma noche los polacos contraatacaron por sorpresa, recapturando algunas posiciones en las inmediaciones de los distritos de Mokotów (sur) y Praga. El 27 de septiembre el OKW ordenó un nuevo ataque masivo, detenido a costa de cuantiosas bajas por ambos bandos.

### Rendición
La situación militar en Varsovia era crítica, pero la defensa aguantaba. El general Czuma había logrado estabilizar el frente y podría haber sostenido el asedio por algunas semanas más. Sin embargo, la situación de la población civil en Varsovia había adquirido tintes trágicos. El constante bombardeo de edificios no militares, la escasez de comida y la falta de material sanitario redundaron en un terrible número de bajas civiles.
El suministro de agua quedó interrumpido por los bombardeos alemanes, y todos los barrios de la ciudad tenían serios problemas tanto para el abastecimiento como para la extinción de los numerosos incendios causados por los ataques de aviación y artillería. La situación estratégica era insostenible, dada la entrada de la URSS en la guerra -en aquel momento, como aliados de Hitler merced al Pacto Molotov-Ribbentropp y la pasividad de las potencias occidentales. La defensa de la ciudad parecía por tanto inútil.
El 26 de septiembre, el General Tadeuzz Kutrzeba inició las conversaciones de rendición con el comandante alemán. El 27 de septiembre se alcanzó un acuerdo para un alto el fuego, vigente desde las 12:00 p. m.. Los combates se detuvieron y poco después la guarnición de Varsovia se rindió. Numerosas unidades que se negaron a abandonar las armas fueron visitadas por los generales de ambos bandos. El 29 de septiembre, la guarnición de la ciudad comenzó a esconder y/o destruir su armamento pesado, para evitar que fuese capturado. Parte de este material fue usado posteriormente durante el alzamiento de Varsovia. El 30 de septiembre se inició la evacuación de soldados polacos, ahora como prisioneros de guerra, rumbos a los campamentos alemanes. Las unidades germanas entraron ese mismo día en la ciudad. El asedio de Varsovia había terminado.

## Bajas
El ejército polaco registró aproximadamente 6.000 muertos y 16.000 heridos. Tras la rendición, 5.000 oficiales y 97.000 soldados y oficiales de menor graduación fueron hechos prisioneros. La población civil de Varsovia sufrió 25.800 muertes y aproximadamente 50.000 heridos. Como consecuencia de los bombardeos, el 12% de los edificios de la ciudad fueron destruidos.
No se conoce ningún registro de bajas alemanas.

## Curiosidades
- En la película El Pianista se puede apreciar a la ciudad de Varsovia minutos antes de ser atacada y un pequeño aparte de la situación una vez ocupada Varsovia por los alemanes.